# Sint-Jan de Doperkerk (Kachtem)

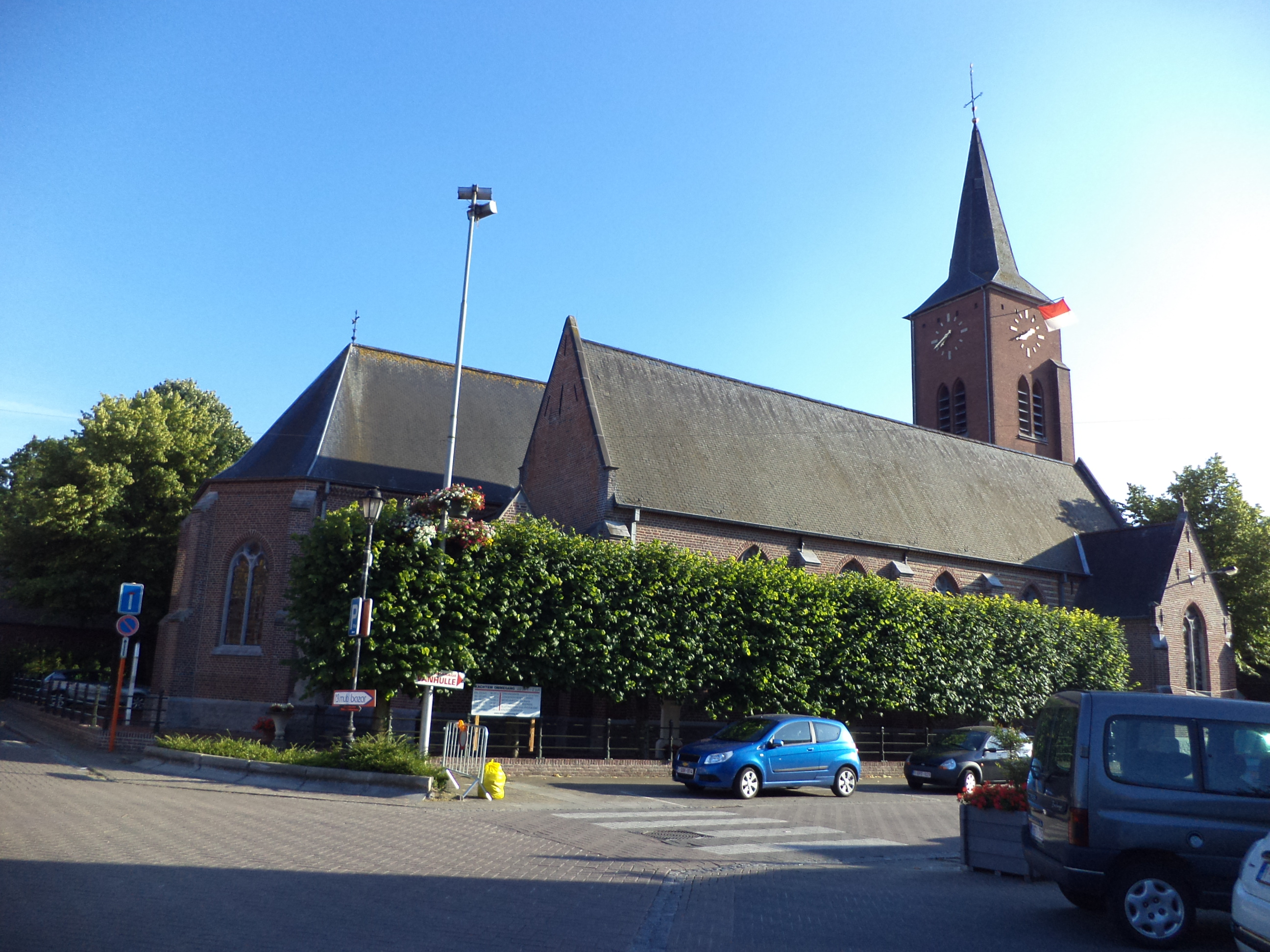
Afbeelding van de Sint-Jan-de-Doperkerk te Kachtem

De Sint-Jan de Doperkerk is een kerk in Kachtem in de Belgische gemeente Izegem. 
In 1119 werd Kachtem een zelfstandige parochie. Tijdens de Beeldenstorm in de 16e eeuw werd de kerk erg beschadigd, maar de kerkelijke diensten werden nooit geschorst. Tijdens de 17e eeuw kende de kerk plunderingen, vooral in 1631 en later door Franse soldaten in 1645. De Franse Revolutie bracht een ernstige crisis mee, maar in 1802 werd de kerk opnieuw opgericht onder de hoede van de kerk van Ingelmunster. In 1830 telde de kerk twee beuken en kwam er een derde bij. Na de brand van 1834 werd de middenbeuk verlengd en met een sanctuarium bekroond. De vieringstoren werd in 1838 door een westertoren vervangen.

## Geschiedenis
Tussen 1885 en 1888 zorgde pastoor Vanbecelaere voor veel vernieuwing in het kerkgebouw. In 1911 kreeg het koor zijn huidige vorm, namelijk in de uitbouw van de kerk achteraan, op initiatief van pastoor Depauw.
De kerk had vroeger een toegangspoort met boven op de boog van ijzersmeedwerk een beeld van het Heilig Hart (Liefde), op de zuil links, een kruis (Geloof) en op de zuil rechts, een anker (Hoop) die ingehuldigd werd op zondag 14 augustus 1927. Om veiligheidsredenen verdween de boog in 1953.
De deur links van het hoogkoor geeft toegang tot de zogenaamde kleine sacristie, die een zadeldak kreeg. De altaren werden vernieuwd. De zijaltaren werden in 1961 ontdaan van hun vroegere bovenbouw.
Van 1962 tot 1964  kreeg de kerk door pastoor Vansteelandt haar huidig uitzicht. De Sint-Janskerk bestaat uit 3 beuken, gescheiden door telkens 6 pilaren die 5 booggangen vormen. De zuiderbeuk in de Sint-Jansbeuk, de noorderbeuk de Onze-Lieve-vrouwebeuk. De sacristie bevindt zich rechts van het hoogkoor. 
Tussen 1963 en 1964 werden de muren tussen de novenes van Sint-Jan gelambriseerd. Ook de biechtstoelen, de kerkdeur, de kruisweg en het Sint-Jansaltaar werden ingewerkt. De 2 oude biechtstoelen werden hierbij verplaatst en er kwam een nieuwe biechtstoel tegen de achterste muur.
Er werd gezorgd voor nieuwe beglazing in alle vensters, met uitzondering van een venster in het hoogkoor, dit verdween achter een gemetselde muur en werd pas in het najaar van 1995 weer vrijgemaakt.
In het najaar van 1995 werd de158 cm hoge neogotische arduinen doopvont verplaatst naar de Doop-kapel. In de linkerachter hoek. Hij werd dan later in 2021 verplaatst, voor het Onze-Lieve-vrouwen altaar. Rond de kerk bevindt zich een bedevaartsweg.

## (Her)opbouw kerk
Het jaar 1834 was een rampjaar. Op 16 januari brandde de sacristie uit, waarbij tal van kerkschatten verloren gingen. Op 29 april werd de spits van de vieringstoren door de bliksem vernield. In 1937-1838 werd een nieuwe toren gebouwd, gedeeltelijk met stenen van de afgebroken Sint-Janskapel. Die kwam aan de ingang van de kerk (westkant). De achthoekige oude toren stond midden de hoofdbeuk. In 1837 werd de sacristie herbouwd en de middenbeuk verlengd en met een ruim sanctuarium bekroond. In 1885 werd een donderscherm op de kerk geplaatst; in de put waarin de aarding werd gelegd, werd 500 kg oud ijzer gegooid.
In 1911 werd de bergplaats (het zogenaamde 'kerkekot') schuin tegenover de hoofdingang van de kerk opgebouwd. De gevelsteen rond de toren en de arduinsteen onderaan rond de buitenmuren dateert van 1960. In de zomer van 1960 werd de sacristie rechts van het hoofdkoor volledig afgebroken en door een grotere vervangen. In 1992 startte de restauratie van de Sint-Jan-de-Doperkerk en dit duurde zo'n 15 jaar. 
In augustus 2010 waren er 2 brandstichtingen en moest het interieur opnieuw volledig gerestaureerd worden.